# Rudolf z Zähringen
Rudolf z Zähringen (ur. 1130–1135, zm. 5 sierpnia 1191 w Herdern) – arcybiskup-elekt Moguncji w 1160 r., biskup Liège od 1167 r., z rodu Zähringen.

## Życiorys
Rudolf był jednym z synów księcia Zähringen Konrada I i Klemencji, córki hrabiego Namur Gotfryda I. Był młodszym bratem kolejnego księcia Zähringen, Bertolda IV. Od dzieciństwa przeznaczony do stanu duchownego, uczęszczał do szkoły katedralnej w Moguncji.
Po zamordowaniu Arnolda z Selenhofen w 1160 r. Rudolf został wybrany przez mieszczan mogunckich na opróżnione w ten sposób stanowisko arcybiskupa Moguncji. Wyboru tego jednak nie zaakceptował cesarz Fryderyk I Barbarossa, który nie chciał dopuścić do tak znacznego umocnienia pozycji Bertolda IV. Gdy w 1161 r. Rudolf został zdymisjonowany na synodzie w Lodi, kierowanym przez cesarskiego antypapieża Wiktora IV, Rudolf i Bertold przeszli na stronę przeciwników cesarza, papieża Aleksandra III oraz króla Francji Ludwika VII.
Gdy nastąpiło odprężenie w stosunkach między cesarzem i Bertoldem IV, Rudolf obdarzony został dzięki wsparciu wuja, hrabiego Namur Henryka Ślepego w 1167 r. stanowiskiem biskupa Liège. Już w 1168 r. brał udział w poselstwie cesarskim do Ludwika VII francuskiego i Henryka II angielskiego. Jako biskup wykorzystywał swą funkcję do popierania rodziny, w szczególności polityki swego starszego brata. Plagą diecezji była symonia. W 1189 Rudolf wyruszył na III wyprawę krzyżową. Zmarł w czasie powrotu z niej, w należących do niego dobrach Herdern w Bryzgowii; został pochowany w rodowej nekropoli Zähringenów, klasztorze św. Piotra w Schwarzwaldzie.
Prawdopodobnie za sprawą Rudolfa w głównym mieście szwabskich posiadłości Zähringenów, Fryburgu Bryzgowijskim, znalazły się relikwie św. Lamberta, który stał się patronem tego miasta.